# Jeffrey Perkins
Pour les articles homonymes, voir Perkins.
Jeffrey Perkins est un ingénieur du son américain.

## Biographie
Jeffrey Perkins fait des études de cinéma à l'Université Ryerson à Toronto (Canada). Plus tard il déménage à Los Angeles (Californie) pour se rapprocher du cœur de l'industrie cinématographique.
Depuis 2009, il est mixeur pour WB Sound, une filiale de Warner Bros..

## Filmographie

### Cinéma (sélection)
- 1986 : Aliens, le retour (Aliens) de James Cameron
- 1986 : 9 semaines 1/2 (Nine ½ Weeks) d'Adrian Lyne
- 1986 : Youngblood de Peter Markle
- 1990 : Danse avec les loups (Dances with Wolves) de Kevin Costner
- 1994 : Danger immédiat (Clear and Present Danger) de Phillip Noyce
- 1996 : Mémoires suspectes (Unforgettable) de John Dahl
- 1998 : Pluie d'enfer (Hard Rain) de Mikael Salomon
- 2001 : La Loi des armes (Scenes of the Crime) de Dominique Forma

### Télévision (sélection)
- 2005-2010 : Numbers (117 épisodes)
- 2008-2013 : Breaking Bad (62 épisodes)
- 2009-2010 : The Good Wife (23 épisodes)
- 2011-2012 : Unforgettable (22 épisodes)
- 2011-2013 : Suburgatory (24 épisodes)
- 2011-2015 : Pretty Little Liars (31 épisodes)
- 2012-2016 : Elementary (69 épisodes)
- 2014-2015 : Les Mystères de Laura (16 épisodes)

## Distinctions

### Récompenses
- Oscars 1991 : Oscar du meilleur mixage de son pour Danse avec les loups

### Nominations
- BAFTA 1992 : British Academy Film Award du meilleur son pour Danse avec les loups
- Primetime Emmy Awards du meilleur son pour une série
  - en 2012 pour Breaking Bad
  - en 2013 pour Breaking Bad
  - en 2014 pour Breaking Bad